# It's Not Living (If It's Not with You)
It's Not Living (If It's Not with You) è un singolo discografico del gruppo musicale inglese The 1975, pubblicato nel 2018 ed estratto dal loro terzo album in studio A Brief Inquiry into Online Relationships.

## Tracce
- Download digitale

1. It's Not Living (If It's Not with You) – 4:08

## Video
Il videoclip della canzone è stato diretto da Warren Fu e pubblicato il 3 dicembre 2018. In esso si omaggia il film-concerto Stop Making Sense dei Talking Heads (1984).